# Alexander Znamensky
Alexander Vladimirovich Znamensky (também conhecido como Williams Moor-Znamensky; 1877, Moscou, Império Russo – 1928, São Petersburgo, Rússia) – um atleta de circo profissional, levantador de peso, lutador de cinto.

## Biografia
Em 1894, a família mudou-se para São Petersburgo, onde, aos 17 anos, Alexander se envolveu em exercícios físicos, primeiro de forma independente, depois começou a trabalhar no círculo do Dr. V. F. Krayevsky e sob sua liderança.
Em 1898, o circo dos irmãos Truzzi chegou a Voronezh. Havia apenas algumas pessoas na Rússia e todos eram vistos como um “milagre”, principalmente “no exterior”, portanto, o primeiro atleta em Voronezh, Alexander, falando sob o pseudônimo de Williams Moor-Znamensky, foi considerado um “semideus grego descendente de Olimpo”. Como todos os homens fortes eram principalmente do exterior, então para maior importância e publicidade, a moda apareceu entre os homens fortes locais para se apresentar sob pseudônimos estrangeiros para atrair a atenção e Alexander escolheu o apelido de William Moore-Znamensky. O primeiro a ousar se opor ao "semideus" foi um simples camponês da província de Voronezh do distrito de Zemlyansky - Ryabov P. I. (1858-10) apelidado de Pronya Martynovsky ou apenas Pronya.

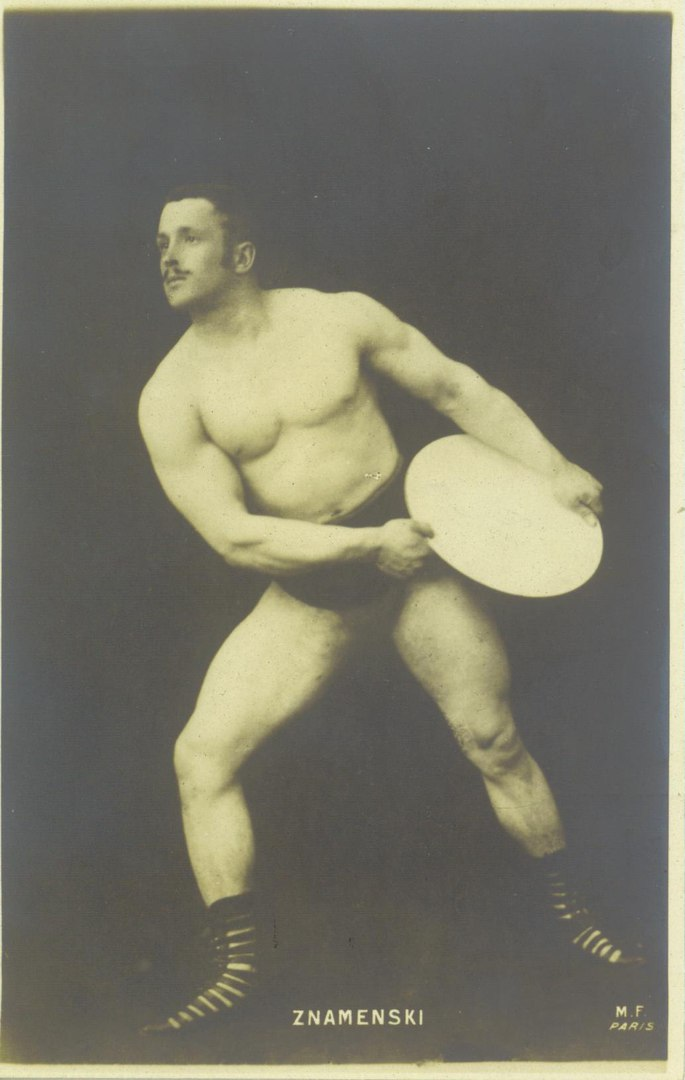
O jovem Alexander Znamensky.

A Direção do Circo dos Irmãos italianos Truzzi organizou uma luta entre atletas de Pronia e Moor-Znamensky. Pronya e Moor-Znamensky terminaram empatados e Truzzi demitiu o lutador italiano Saint Pappi para Voronezh, com quem também houve uma luta empatada, e a atuação de Proni com Emil Foss terminou da mesma maneira. No final das apresentações dos homens fortes, o circo foi para a cidade de Kozlov, onde Moor-Znamensky convocou todos os fãs para lutar com ele. Ribopier ordenou Pronya de Voronezh a Kozlov, ele chegou e colocou Moor-Znamensky firmemente em suas omoplatas. Logo, o próprio Pronya se tornou um lutador profissional e ele mesmo já convocou amadores para competir com ele. Naquela época, os amadores muitas vezes competiam com os profissionais e isso era uma coisa cotidiana, e os profissionais não eram avessos a testar as possibilidades dos novatos, já que não havia muito com o que competir.
Em Kozlov, na arena de um circo lotado, houve um escândalo entre Pronya e Moor-Znamensky durante uma apresentação: Pronya saiu dos ataques de Moor-Znamensky, não se engajando na batalha por um longo tempo, e Moor-Znamensky se tornou desafiadoramente de lado para o inimigo, levantando as mãos e foi derrotado. Depois de esperar um momento, Pronya agarrou seu rival com um cinto e o jogou nas omoplatas, marcando uma vitória técnica, que foi discutida nos jornais por muito tempo. Moore-Znamensky em fúria por esta “vitória” atingiu Pronius, a polícia logo interveio; na mesma noite, Moor-Znamensky deixou a cidade de Kozlov (agora Michurinsk, Tambov Oblast) e o escândalo logo diminuiu.

Logo em São Petersburgo, o açougueiro Trusov tornou-se famoso, negociando no mercado Ligovsky durante o dia e à noite lutava em circos. Assim, surgiu a primeira geração de lutadores profissionais russos, formada por atletas amadores.

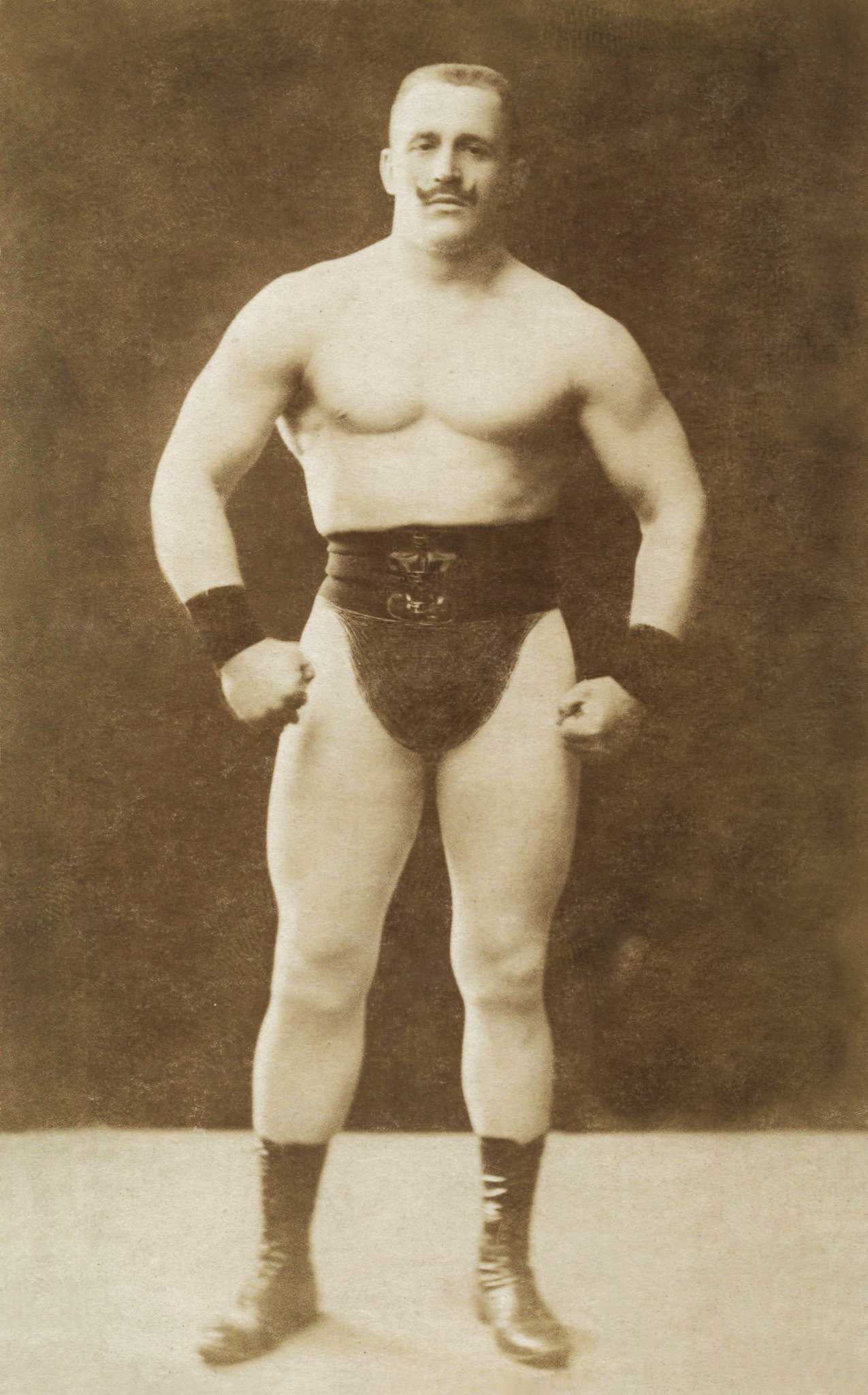
Alexander Znamensky, (Александр Владимирович Знаменский)

No final do século XIX, muitos atletas russos mostraram os resultados dos levantadores de peso mais fortes do mundo, entre os quais Williams Moor-Znamensky e Sergey Morro-Dmitriev (Sergey Dmitriev, 1882-1928).
Em 1899, o comitê de censura aprovou para publicação o manuscrito da obra fundamental “Catecismo da Saúde” de Krajewski, escrita com base na experiência dos atletas de sucesso de Pavel Stupin, Peter Krylov e Moor-Znamensky.

Em 1901, em 5 de março (20 de fevereiro), ele estabeleceu um novo recorde no impulso de dois pesos com as duas mãos ao mesmo tempo, pesando 155 kg e 154 kg na presença de membros da Sociedade Atlética de São Petersburgo. No mesmo ano, em 11 de agosto, competições internacionais de luta livre foram realizadas em Riga, por Augustus Neyland, diretor do teatro de variedades “Olympia” com o restaurante Schnelles Variete, no qual Znamensky foi premiado com o título de campeão das províncias bálticas. Interpretou Alex Aberg, Georg Lurich e outros. Mais tarde, em 25 de outubro, foram realizadas competições de luta livre no circo de G. Schwanguradze na cidade de Libave (atual Liepaja), nas quais participaram profissionais e amadores, onde todos puderam testar sua força na arena; então surgiu o termo "semi-profissional". Os profissionais Moor-Znamensky, Georg Lurikh, Alex Aberg, Paul Abs, Nikola Petrov, Johan Kanep (sob o pseudônimo de Dicky Isand), o polonês Franz Benkovsky (sob o pseudônimo de Cyclop), Robine e 11 amantes, incluindo o letão Burgmeister, que mais tarde se tornou o famoso Ivan, participou. Romanov, membro da defesa de Sebastopol.

Desde 1902, Moor-Znamensky se envolveu em competições de luta livre.

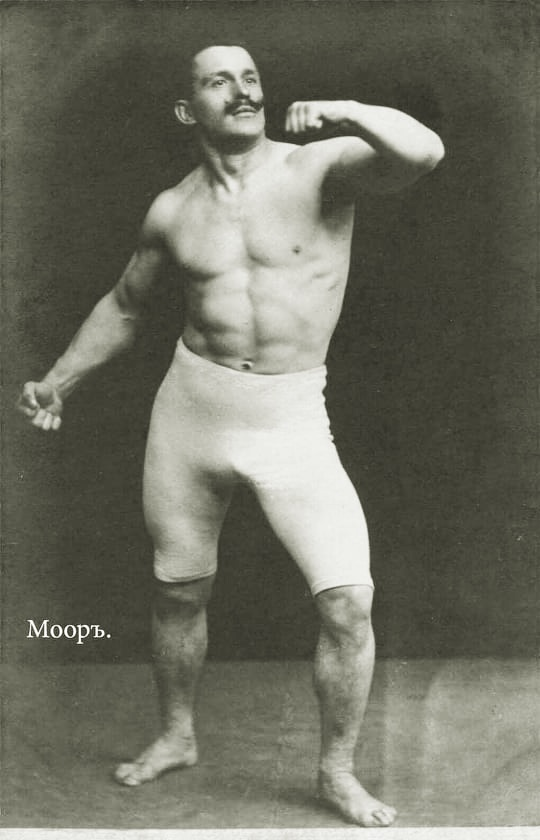
Alexander Znamensky e seu grande porte aos 48 anos.

O historiador do levantamento de peso AA Sukhanov escreveu sobre o Moor-Znamensky, assim como S. Eliseev, em uma edição de 1987 da revista semanal ilustrada Cyclist, publicada em Moscou desde 1895: “Um dos profissionais mais fortes do mundo, o russo Strongman Moore (Znamensky ) tem 406 libras (166,26 kg) no empurrão com as duas mãos... ”. “Moor-Znamensky tem dois 406 libras no impulso e dois 8 libras 10 libras (135,13 kg) na prensa. Um dos levantadores de peso de primeira classe, não apenas na Rússia, mas também no mundo ... Korifey dos esportes atléticos russos "(do artigo de Chaplinsky, revista Russian Sport, 1911).

## Morte
Em 1928, com a idade de 58 anos, ele morreu, mantendo sua excelente forma física até sua morte.